# Cidade de Havana (província)

Bandeira de Ciudad de La Habana

A Província de Havana (em castelhano provincia de la Habana) é uma das províncias de Cuba. Sua capital é a cidade de Havana. Sua população é de 2 201 610 habitantes. Esta província coincidente com o território da cidade de Havana, capital do país, fundada em 1515.

## Municípios
Esta província compreende o território da cidade de Havana e zonas suburbanas adjacentes. Está subdividida em 15 municípios.
| Município              | População (2004) | Área (km²) | Coordenada geográfica        | Comentários              |
| ---------------------- | ---------------- | ---------- | ---------------------------- | ------------------------ |
| Arroyo Naranjo         | 210053           | 83         | 23° 02′ 37″ N, 82° 19′ 58″ O |                          |
| Boyeros                | 188593           | 134        | 23° 00′ 26″ N, 82° 24′ 06″ O |                          |
| Centro Habana          | 158151           | 4          | 23° 08′ 00″ N, 82° 23′ 00″ O |                          |
| Cerro                  | 132351           | 10         | 23° 06′ 49″ N, 82° 21′ 48″ O |                          |
| Cotorro                | 74650            | 66         | 23° 01′ 34″ N, 82° 14′ 51″ O |                          |
| Diez de Octubre        | 227293           | 12         | 23° 05′ 17″ N, 82° 21′ 35″ O |                          |
| Guanabacoa             | 112964           | 127        | 23° 03′ 40″ N, 82° 17′ 23″ O |                          |
| La Habana del Este     | 178041           | 145        | 23° 09′ 25″ N, 82° 17′ 49″ O |                          |
| La Habana Vieja        | 95383            | 5          | 23° 08′ 20″ N, 82° 21′ 20″ O | Patrimônio da Humanidade |
| La Lisa                | 131148           | 38         | 23° 01′ 29″ N, 82° 27′ 47″ O |                          |
| Marianao               | 135551           | 21         | 23° 05′ 03″ N, 82° 25′ 47″ O |                          |
| Playa                  | 186959           | 36         | 23° 05′ 39″ N, 82° 26′ 56″ O |                          |
| Plaza de la Revolución | 161631           | 12         | 23° 07′ 28″ N, 82° 23′ 10″ O |                          |
| Regla                  | 44431            | 9          | 23° 07′ 32″ N, 82° 18′ 55″ O |                          |
| San Miguel del Padrón  | 159273           | 26         | 23° 05′ 47″ N, 82° 19′ 36″ O |                          |